# Days of Thunder
Days of Thunder (bra: Dias de Trovão; prt: Dias de Tempestade) é um filme norte-americano de 1990, dirigido por Tony Scott.

## Enredo
Cole Trickle é um jovem piloto de Glendale, Califórnia, com anos de experiência em corridas, ganham campeonatos na IndyCar Series. Seu objetivo era ganhar as 500 Milhas de Indianápolis, mas percebe que não pode vencer a Indy sem um grande carro. Ele é recrutado por Daland, o magnata da concessionária Chevrolet, para a corrida na sua equipe na NASCAR Winston Cup Series. Daland também convence o ex-chefe de equipe e construtor de automóveis Harry Hogge para sair da aposentadoria e liderar grupo de Cole. Depois Trickle define um teste privado em Charlotte, Hogge constrói-lhe um novo Chevrolet Lumina para dirigir na Copa Winston, embora a temporada já começou. Durante suas primeiras corridas, Cole tem dificuldade para se ajustar aos carros maiores da NASCAR e se comunicar com sua equipe enquanto está sendo intimidado na pista pelo vencedor da Winston Cup, Rowdy Burns,; isso resulta em Cole não terminando as corridas, principalmente devido a acidentes. Depois de descobrir que Cole não entende a terminologia comum usada por equipes da NASCAR, Harry coloca-lo em um treinamento rigoroso. Isso compensa na corrida de Darlington, quando Cole usa uma manobra para ultrapassar Rowdy e vencer sua primeira corrida.
A rivalidade entre Cole e Rowdy se intensifica ao longo da temporada até graves tragédias. No Firecracker 400 em Daytona, ambos os pilotos estão gravemente feridos após seus carros serem destruídos por "The Big One". Enquanto se recuperava de seus ferimentos em Daytona Beach, Cole desenvolve um relacionamento romântico com a Drª. Claire Lewicki, uma neurocirurgiã do Hospital Memorial Daytona, que era médica sênior de plantão quando ele foi trazido depois de seu acidente e estava acompanhando à sua saúde. Ao mesmo tempo, Cole e Rowdy passam a ser amigos. Como Cole ainda está passando por terapia, Daland contrata o estreante Russ Wheeler para assumir seu lugar. Semanas depois, Cole retorna à ativa, com Daland agora nos dois times - o segundo carro dirigido por Russ. Embora Cole mostra sinais de seu antigo eu, ele encontra-se intimidados por seu companheiro de equipe. Então, em North Wilkesboro, Russ joga Cole para fora para ganhar a corrida. Em retaliação, Cole bate seu carro no de Russ – que é o seguinte da prova – resultando em Cole e a equipe de Harry sendo demitida por Daland.
Quando Rowdy descobre que ele tem de passar por uma cirurgia no cérebro, ele pede para Cole dirigir seu carro na Daytona 500, assim seus patrocinadores irão pagar para o ano. Cole relutantemente concorda e convence Harry para ser seu chefe de equipe novamente. Horas antes da corrida, Harry descobre um sinal de falha de motor, então ele consegue que Daland forneça-lhe um novo motor. Durante a corrida, o carro de Cole fica com defeito depois de ser jogado para fora por Russ, mas com os esforços de seu grupo, consegue resolver o problema e levá-lo de volta à corrida. Isso define o tom para um confronto final entre Cole e Russ. Na última volta, Russ prevê que Cole vai tentar a sua manobra, mas Cole com um crossover, ultrapassando-o, ganha seu primeiro Daytona 500. Cole dirige na linha de chegada, onde ele e Claire beijam-se apaixonadamente, enquanto eles celebram com o seu pit-crew. Como ele olha em volta para ver onde Harry está, ele vê-lo sentado sozinho em uma barreira de concreto perto das tendas equipes. Cole anda até Harry e desafia-o a uma corrida a pé na pista.

## Trilha Sonora
01. Trail Of Broken Hearts - Cher

02. Hearts In Trouble - Chicago

03. The Last Note Of Freedom - David Coverdale

04. Knockin' On Heavens Door - Guns N' Roses

05. Long Live The Night - Joan Jett & The Blackhearts

06. You Gotta Love Someone - Elton John

07. Show Me Heaven - Maria McKee

08. Gimme Some Lovin' - Terry Reid

09. Thunder Box - Apollo Smile

10. Break Through The Barrier - Tina Turner

11. Deal For Life - John Waite[carece de fontes?]

## Elenco
- Tom Cruise .... Cole Trickle
- Nicole Kidman .... Dra. Claire Lewicki
- Robert Duvall .... Harry Hogge
- Randy Quaid .... Tim Daland
- Cary Elwes .... Russ Wheeler
- Michael Rooker .... Rowdy Burns
- Fred Dalton Thompson .... Big John
- J.C. Quinn .... Waddell
- Don Simpson .... Aldo Bennedetti
- Caroline Williams .... Jennie Burns
- Donna W. Scott .... Darlene
- Chris Ellis .... Harlem Hoogerhyde
- Peter Appel

## Recepção
No consenso do agregador de críticas Rotten Tomatoes diz que "tem Tom Cruise e muito ação, mas é o suficiente para compensar o enredo padrão, personagens bidimensionais e diálogos mal escritos". Na pontuação onde a equipe do site categoriza as opiniões da  grande mídia e da mídia independente apenas como positivas ou negativas, o filme tem um índice de aprovação de 38% calculado com base em 66 comentários dos críticos. Por comparação, com as mesmas opiniões sendo calculadas usando uma média aritmética ponderada, a nota alcançada é 5,1/10.
Em outro agregador, o Metacritic, que calcula as notas das opiniões usando somente uma média aritmética ponderada de determinados veículos de comunicação em maior parte da grande mídia, tem uma pontuação de 60/100, alcançada com base em 16 avaliações da imprensa anexadas no site, com a indicação de "revisões mistas ou neutras".